# NGC 1681
NGC 1681 è una galassia a spirale situata nella costellazione dell'Eridano, a una distanza di circa 131 milioni di anni luce dalla nostra Via Lattea.

## Scoperta
La galassia è stata scoperta il 6 gennaio 1878 dall'astronomo francese Édouard Stephan.